# Tusitala discibulba
Tusitala discibulba là một loài nhện trong họ Salticidae.
Loài này thuộc chi Tusitala. Tusitala discibulba được Lodovico di Caporiacco miêu tả năm 1941.